# Гольштейн-Глюкштадт
Ге́рцогство Гольште́йн-Глюкшта́дт — самое северное государство в составе Священной Римской империи. В него входила часть Гольштейна, управлявшаяся королём Дании, столицей являлся город Глюкштадт.

## История
Адольф VIII, последний граф Гольштейн-Рендсбург и герцог Шлезвига, умер в 1459 году, не оставив наследника. Так как Шлезвиг являлся феодом датской короны, то он должен был вернуться к датскому королю Кристиану I, который, будучи племянником Адольфа, также желал получить и владения в Гольштейне. Его поддержало местное дворянство, которое желало продолжения совместного владения обеими территориями, и в 1460 году Договор в Рибе провозгласил Кристиана новым графом Голштинским. Тем не менее территория графства к югу от реки Айдер оставалась имперским владением, и в 1474 году Кристиан получил от императора Фридриха III соответствующий имперский статус, а также герцогский титул.
В 1544 году внук Кристиана I — Кристиан III — разделил территорию герцогств Шлезвиг и Гольштейн на часть, принадлежащую королю Дании и две части, которые были переданы его младшим сводным братьям, которые взамен отреклись от претензий на датский трон:
- Герцогство Шлезвиг-Гольштейн-Хадерслев полученное герцогом Гансом. Ганс не имел наследников, и после его смерти в 1580 году территория герцогства была разделена между братьями.
- Герцогство Шлезвиг-Гольштейн-Готторп, полученное герцогом Адольфом и которым впоследствии владели его потомки. В 1713 году его владения в Шлезвиге, включая замок Готторп, были оккупированы датскими войсками в ходе Великой Северной войны, и по Фредриксборгскому договору 1720 года Швеция признавала владение ими датской короной. Из оставшихся под его властью земель было сформировано герцогство Гольштейн-Готторпское, управлявшееся из Киля. В 1773 году внук Карла Фридриха — российский император Павел I — передал оставшуюся часть Гольштейна Дании в обмен на княжество Ольденбург. Таким образом, Гольштейн вновь объединился в единое целое.

Начиная с 1648 года принадлежащая датской короне часть Гольштейна управлялась из города Глюкштадт, и потому известна как герцогство Шлезвиг-Гольштейн-Глюкштадт. До 1773 года его голштинские территории состояли из следующих амтов: Рендсбург, Южный Дитмаршен, Штайнбург, Зегеберг и Плён. Кроме того, значительная часть Гольштейна (в основном на Балтийском побережье) управлялась совместно Глюкштадтом и герцогами Гольштейн-Готторпскими.
После Венского конгресса 1815 года принадлежащее датской короне герцогство Гольштейн стало членом Германского союза, что привело к ряду дипломатических и военных конфликтов. В ходе датско-прусской войны 1848—1850 годов Дания отстояла Гольштейн, однако после войны 1864 года, когда австрийские и прусские войска пересекли Айдер и заняли Шлезвиг, король Кристиан IX по мирному договору в Вене был вынужден отказаться от Шлезвиг-Гольштейна. Гольштейн управлялся австрийской администрацией вплоть до австро-прусско-итальянской войны, после которой он в 1866 году был аннексирован Пруссией.

## Государственный строй
Глава государства — Герцог, которым являлся Король Дании. Законодательный орган — Гольштейнское собрание сословий (Holsteinische Ständeversammlung), избирался выборщиками на основе имущественного ценза.

## Правовая система
Высшая судебная инстанция — Шлезвиг-гольштейн-лауэнбургский высший апелляционный суд (Schleswig-Holstein-Lauenburgische Oberappellationsgericht).

## Силовые структуры
- Гольштейнская армия
  - Фузилёрский полк (совместный с Шлезвигом)
  - Пехотный полк
  - Уланский полк (совместный с Шлезвигом)
  - Драгунский полк (совместный с Шлезвигом)
  - Гусарский полк (совместный с Шлезвигом)
- Гольштейнская полиция